# William Hovell

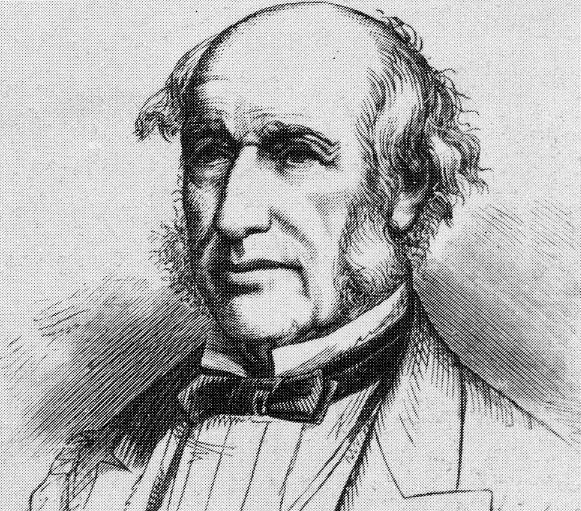
William Hovell

William Hilton Hovell (* 26. April 1786 in Yarmouth, Norfolk, England; † 9. November 1875 in Sydney, Australien) war ein gebürtiger Engländer und ein Entdeckungsreisender in Australien. Er war gemeinsam mit Hamilton Hume Führer der Expedition von Hume und Hovell. Es war eine bedeutende, frühe Expedition, die das südöstliche Australien erfolgreich durchquerte. Das Ziel der Expedition war die Erkundung von geeignetem Siedlungsland und die Erforschung der Flussverläufe von New South Wales in westlicher Richtung.

## Frühes Leben
Hovell kam schon als Junge zur Seefahrt und brachte es bis zum Kapitän in der Royal Navy. Im Jahre 1808 befehligte er ein Schiff auf dem Weg nach Nordamerika. Er lebte in England mit seiner Frau Ester, geborene Arnell, die er am 10. Mai 1810 geheiratet hatte, bevor sie auf dem Schiff Earl Spencer nach New South Wales in Australien auswanderten, wo sie im Oktober 1813 ankamen. Er hatte mit ihr zwei Kinder.

## Australien
Hovell tat sich in Australien geschäftlich mit Simeon Lord zusammen und wurde Schiffsmeister. Er unternahm mehrere Handelsreisen an der Ostküste von Australien und nach Neuseeland. Im Jahre 1816 erlitt er mit dem Handelsschiff The Brothers bei der Kent-Gruppe in der Bass Strait bei Tasmanien Schiffbruch. Die Schiffbrüchigen wurden erst zehn Wochen später gerettet. Im Jahre 1819 ließ er sich bei Sydney nieder, unternahm von dort aus Entdeckungsreisen in südlicher Richtung und entdeckte 1823 das Burragorang Valley.

### Entdecker

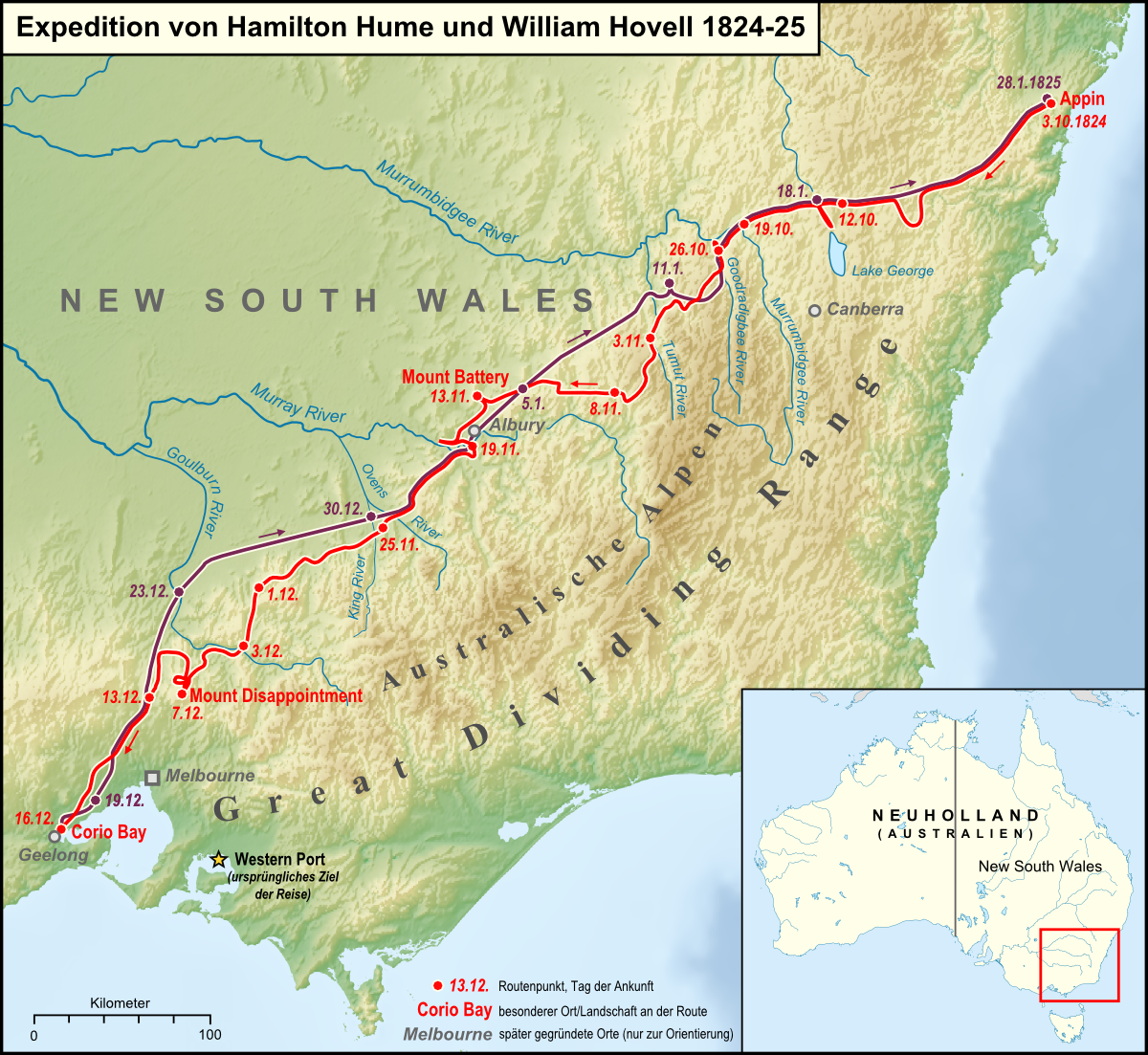
Karte der Hume und Hovell Expedition 1824–25

1824 wurde Hovell von Gouverneur Thomas Brisbane aufgefordert, mit Hamilton Hume zu einer Entdeckungsreise ins südliche New South Wales and Victoria aufzubrechen, um mehr Informationen über besiedelbares Land und über die verschiedenen Flüsse zu sammeln, die in südlicher Richtung in den Spencer Gulf fließen. Hovell hatte zwar keine Erfahrung in Entdeckungsreisen auf dem Land, aber große Erfahrungen als Navigator.
Die Planungen für die offizielle Expedition kamen nicht voran und so entschieden Hume and Hovell, die Reise in eigener Regie und auf eigene Kosten durchzuführen. Einige Packsättel, Bekleidung, Schlagwaffen und Handfeuerwaffen stellte die Regierung zur Verfügung. Die Entdecker brachen am 3. Oktober 1824 mit weiteren sechs Männern auf und erreichten am 13. Oktober die Hume-Station. Von dort startete die Expedition am 17. Oktober mit fünf Ochsen, zwei Wagen und drei Pferden. Am 22. Oktober fanden sie die einzige Furt durch den Murrumbidgee River. Der Fluss konnte mit den Wagen nicht überquert werden, deshalb setzten sie die Wagen in einem Boot, das mit Planen abgedichtet war, an das andere Ufer über; die Männer, Pferde und Ochsen schwammen durch den Fluss. Einen oder zwei Tage später überwanden sie das Broken Hill Country unter großen Schwierigkeiten – vor allem wegen der schwerbeladenen Wagen –, da das gesamte Gebiet überflutet war. Bis zum 16. November führte ihr Weg durch schwieriges, bergiges Gelände. An einem Tag kamen sie zu einem großen Fluss, den sie Hume River nannten, weil Hume der erste war, der ihn sah. Es war ein Nebenfluss des Murray River. Diesen Namen vergab Charles Sturt einige Jahre später auf seiner Expedition. Zunächst konnten sie den Murray River nicht überqueren, aber nach einigen Tagen fanden sie einen besseren Platz, an dem sie erneut ein Boot bauten und den Fluss überwanden. Am 3. Dezember erreichten sie den Goulburn River, den sie ohne Boot überqueren konnten. Während der nächsten zehn Tage traversierten sie schwieriges Gelände und anschließend öffnete sich das Land: es wurde flacher. Am 16. Dezember sahen sie Port Phillip in der Entfernung liegen. Zunächst umgingen sie die Küste südwestlich und kamen auf diesem Weg nach Corio Bay nahe Geelong. Hier unterlief Hovell beim Navigieren ein Fehler von einem Grad bei der Berechnung der geographischen Länge und daher nahmen sie an, dass sie am Western Port angekommen waren. Die Expedition kehrte am 18. Dezember um, hielt sich aufgrund ihrer Erfahrungen weiter westlich und kam deshalb schneller zurück. Am 8. Januar 1825 ging die Verpflegung zu Ende und die Männer lebten einige Tage von Fisch und Kängurufleisch. Am 16. Januar 1825 kamen sie zu dem Ort, an dem ihre Expedition begonnen hatte und zwei Tage später erreichten sie Gunning am Lake George.
Am 25. März 1825 bekam Gouverneur Brisbane von den Entdeckungen der Hovell-Hume-Expedition Kenntnis und beabsichtigte ein Schiff nach Western Port zu schicken, um weitere Erkundigungen einzuleiten. Jedoch blieb es bei der Absichtserklärung von Brisbane und erst der Gouverneur Ralph Darling schickte gegen Ende des Jahres 1826 eine Expedition mit Hovell auf einem Schiff mit Captain Wright zum Western Port. Hovells Fehler bei der Ermittlung des Längengrads wurde schnell entdeckt. Hovell berichtete über das Land um den Western Port sowie nördlich gelegene Gebiete und über Land an der Küste im Osten bei Cape Paterson. Er entdeckte auch ein wertvolles Kohlevorkommen. Das war das erste Kohlevorkommen, das in Victoria entdeckt wurde. Hovell, der mit dieser Expedition fünf Monate unterwegs war, unternahm in der Folgezeit keine Expeditionen mehr.
Hume und Hovell waren von der Regierung je 486 Hektar (etwa 5 km²) und Hovell war für seine zweite Expedition mit Wright 518 Hektar Land zugesichert worden. Dies wurde jedoch zu ungünstigen Konditionen für die Entdecker vereinbart. Hovell versuchte zehn Jahre lang vergebens von der Regierung günstigere Konditionen zu erhalten. Er lebte anschließend in Goulburn.
Als seine erste Frau starb 1848, heiratete er im gleichen Jahr Sophie Wilkenson. Hovell starb am 9. November 1875 in Sydney. Seine Witwe hinterließ zweckbestimmt £ 6000 für die University of Sydney zur Finanzierung einer William Hilton Hovell-Dozentenstelle für Geologie und Geografie.

### Spätes Leben
Im Jahre 1854 kam es zu einer Auseinandersetzung zwischen Hume und Hovell, bei der sie sich mit zahlreichen Pamphleten bekämpften. Im Dezember 1853 hielt Hovell auf einer Versammlung in Geelong eine Tischrede, die von einer Zeitung in Teilen falsch wiedergegeben wurde. Dabei entstand der Eindruck, dass Hovell gesagt haben soll, dass der Erfolg dieser Entdeckungsreise nur ihm zu verdanken sei. Nachdem der gesamte Bericht von Hovells Rede veröffentlicht worden war, zeigte sich, dass die Leistungen von Hume entsprechend gewürdigt worden waren. Hume war zweifellos der erfahrenere Expeditionsteilnehmer von beiden und von Natur aus eine Führerpersönlichkeit. Aber Hovell verfügte über eine gute Bildung, einen liebenswürdigen Charakter und exzellente Navigationskenntnisse, im Übrigen arbeiteten sie beide während ihrer Expedition gut zusammen. Sie hatten ihren Fähigkeiten entsprechend Anteil am Gelingen der Expedition.
Die spätere Expedition von Hovell ohne Hume zum Western Port, die zur Entdeckung eines Kohlevorkommens führte, war wirtschaftlich von großer Bedeutung und dadurch überaus bekannt.

## Ehrungen
Der William Hovell Drive, die vom Distrikt von Belconnen bis nach North Canberra in Canberra führt, ist nach ihm benannt.
Im Jahre 1976 wurden Hume und Hovell auf einer Briefmarke geehrt, die ihre Porträts trägt und von der Australischen Post herausgegeben wurde und der Lake William Hovell erhielt seinen Namen.